# Ulster Trophy
De Ulster Trophy was een autorace in het Noord-Ierse graafschap County Antrim, door de jaren heen verreden op het circuit van Ballyclare en op het Dundrod Circuit. De race maakte in 1946 en 1947 deel uit van de grand-prixseizoenen en was tussen 1950 en 1953 ook een niet-kampioenschapsronde in de Formule 1.

## Winnaars van de grand prix
- Hier worden alleen de races aangegeven die plaatsvonden tijdens de grand-prixseizoenen tot 1949 en Formule 1-races vanaf 1950.

| Jaar | Coureur               | Constructeur | Locatie    | Verslag |
| ---- | --------------------- | ------------ | ---------- | ------- |
| 1953 | Mike Hawthorn         | Ferrari      | Dundrod    | Verslag |
| 1952 | Piero Taruffi         | Ferrari      | Dundrod    | Verslag |
| 1951 | Giuseppe Farina       | Alfa Romeo   | Dundrod    | Verslag |
| 1950 | Peter Whitehead       | Ferrari      | Dundrod    | Verslag |
| 1947 | Bob Gerard            | ERA          | Ballyclare | Verslag |
| 1946 | Birabongse Bhanubandh | ERA          | Ballyclare | Verslag |